# Hasdrubal (100-talet f.Kr.)
Hasdrubal var en kartagisk fältherre. 
Han deltog i kriget mot Masinissa 150 f.Kr. och växlande öden i tredje puniska kriget mot Rom 149-146 f.Kr. Efter Kartagos fall gav han sig åt Publius Scipio Aemilianus och dog i romersk fångenskap.